# 蘭利斯 (特拉華州)
蘭迪斯（英語：Landlith）是位於美國特拉華州紐卡斯爾縣的一個非建制地區。該地的面積和人口皆未知。

## 地理
蘭迪斯的座標為39°44′38″N 75°31′46″W / 39.74389°N 75.52944°W，而該地的平均海拔高度為3米（即10英尺）。